# حق کار

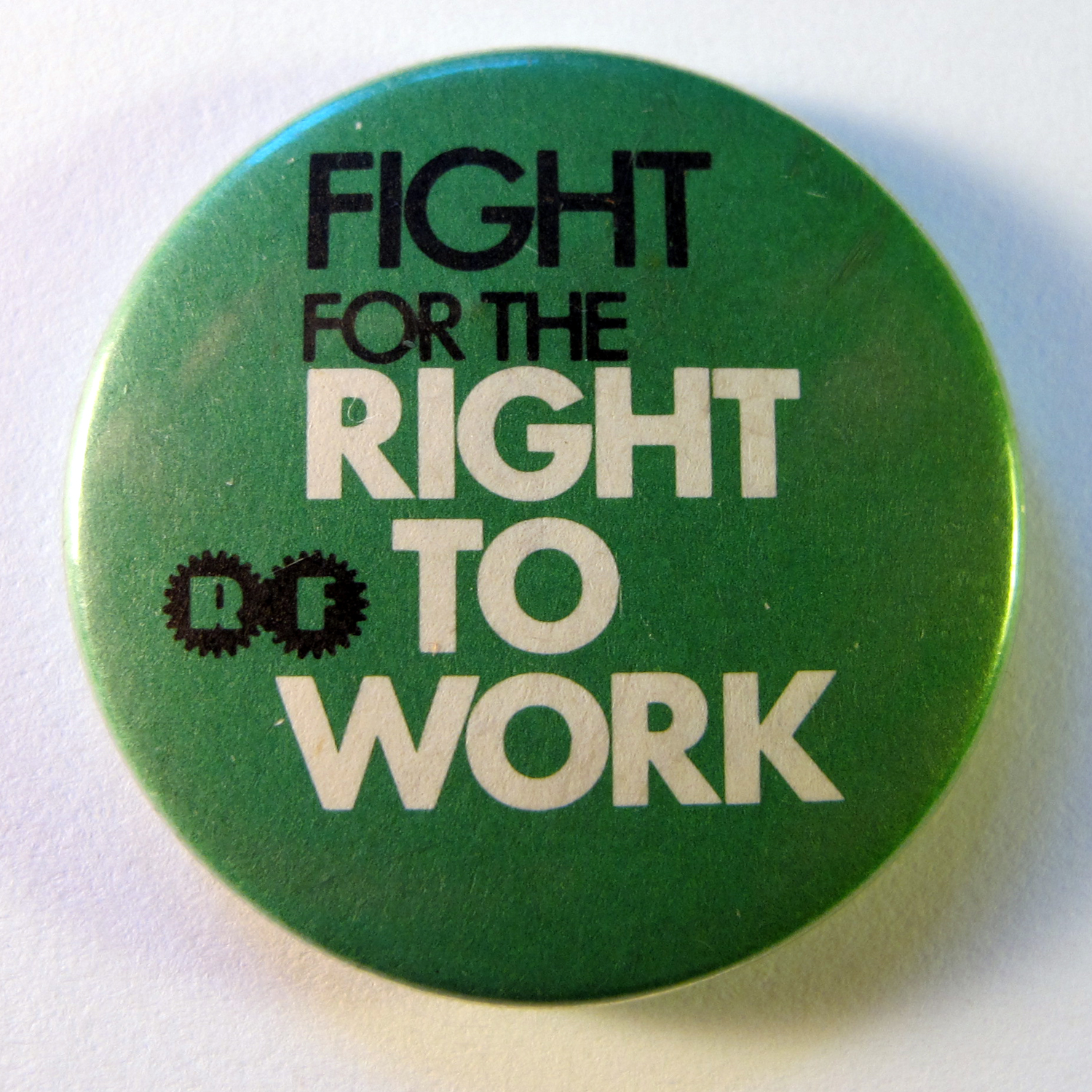
یک نشان گرد که شعار «مبارزه برای حق کار» را نشان می‌دهد.

حق کار مفهومی است که بیان می‌دارد افراد دارای حق بشری برای کار یا اشتغال مولد هستند و نبایستی از انجام کار مردمان جلوگیری شود. حق کار در اعلامیه جهانی حقوق بشر گنجانده شده و از طریق درج در میثاق بین‌المللی حقوق اقتصادی، اجتماعی و فرهنگی که در آن حق کار بر توسعه اقتصادی، اجتماعی و فرهنگی تأکید دارد، در قوانین بین‌المللی حقوق بشر به رسمیت شناخته شده‌است.

## تاریخ
عبارت «حق کار» توسط یکی از رهبران سوسیالیست فرانسوی، لویی بلانک، با توجه به آشفتگی اجتماعی اوایل قرن نوزدهم و افزایش بیکاری در پی بحران مالی ۱۸۴۶ که منجر به انقلاب فرانسه در سال ۱۸۴۸ شد، ابداع شده. حق مالکیت خواسته‌ای اساسی در تلاش‌های اولیه آزادی سیاسی و برابری، و علیه کنترل فئودالی مالکیت بود. مالکیت می‌تواند به عنوان مبنای استحقاقاتی باشد که تحقق حق یک وضعیت مناسب برای زندگی را تضمین می‌کند زیرا پیش‌تر فقط صاحبان املاک بودند که در ابتدا از حقوق مدنی و سیاسی مانند حق رأی برخوردار می‌شدند. از آنجا که همه مالک املاک نیستند، حق کار برای همه فراهم شد تا بتوانند به یک استاندارد زندگی مناسب برسند. امروزه تبعیض بر اساس مالکیت املاک به عنوان تهدیدی جدی برای برخورداری از حقوق بشر توسط همه شناخته شده و بندهای عدم تبعیض در اسناد بین‌المللی حقوق بشر غالباً مالکیت را به عنوان زمینه‌ای مبنی بر این که تبعیض ممنوع است شامل می‌شود (نگاه کنید به حق برابری در برابر قانون).

## نقدها
پاول لافارگ، در کتاب "حق تنبلی" (۱۸۸۳) نوشت: «و این که فکر کنیم پسران قهرمانان ترور به خود اجازه داده‌اند که با وضع آیین کار جایگاهشان را تنزل دهند، تا حدی که از سال ۱۸۴۸ پذیرفتند، به عنوان یک فتح انقلابی، قانون کار،کارگران را موظف به دوازده ساعت کارکند. آنها حق کار را به عنوان یک اصل انقلابی اعلام می‌کنند. شرم بر پرولتاریای فرانسه! فقط بردگان قادر به چنین حقارتی بودند.»